# Broadleys Plattechse
Broadleys Plattechse (Platysaurus broadleyi), auch Broadley-Plattgürtelechse, Augrabies-Plattechse oder Augrabies-Plattgürtelechse, ist eine auffällig gefärbte Echsenart aus der Familie der Gürtelschweife (Cordylidae), die endemisch im Bereich der Augrabies-Fälle in Südafrika ist.

## Etymologie
Der Artname broadleyi bezieht sich auf den Herpetologen Donald George Broadley. Neben P. broadleyi sind noch sieben weitere Echsenarten nach ihm benannt.

## Beschreibung
Die Weibchen und Jungtiere von P. broadleyi haben einen dunkelbraunen Rücken mit drei breiten, hellen Längsstreifen auf dem Rücken. Diese Streifen können in Flecken unterbrochen sein. Der Bauch ist weiß, manchmal mit einem schwarzen Fleck, im hinteren Bereich ist er orangefarben. Der Schwanz ist sandfarben. Erwachsene Männchen haben einen bläulichen Kopf und einen grünlichen Rücken. Ein dunklerer Bereich in der Mitte und die Überreste der Streifen und Flecken der Jungtiere sind ebenfalls vorhanden. Die Vorderbeine sind gelb bis orange, die Kehle ist dunkelblau, der Bauch ist vorne schwarz und geht in der Nähe des Schwanzes in orange über. Die Oberseite des Schwanzes ist wie die Oberseite der Füße sandfarben, während er auf der Unterseite orange ist.
Broadleys Plattechse ähnelt Platysaurus capensis, der Kap-Plattgürtelechse, die aber weniger bunt gefärbt ist, und unterscheidet sich von dieser auch durch eine feinere Schuppung auf der Oberseite der Vorderbeine.
P. broadleyi ist für die Gattung mittelgroß und kann eine Kopf-Rumpf-Länge von 8,4 cm erreichen. Rund 2/3 der Körperlänge entfallen auf den Schwanz, so dass die Echsen eine Gesamtlänge von bis zu 23 cm erreichen können, meist werden sie aber nur um die 20 cm lang.

## Vorkommen und Lebensraum
P. broadleyi ist endemisch in einem Bereich von 200 km Länge entlang des unteren Oranje um die Augrabies-Wasserfälle. Er umfasst die Flusstäler von den Augrabies etwa bis Pella in der Nordkap-Provinz. Der bevorzugte Lebensraum sind felsige Gebiete in Savannen und Buschland in Höhenlagen von 610 bis 730 m.

## Fortpflanzung
Die Geschlechtsreife von P. broadleyi wird bei beiden Geschlechtern mit einer Länge von etwa 6,4 cm erreicht. Die Weibchen legen im Frühsommer zwei Gelege mit Eiern in feuchte Felsspalten ab. Die Männchen bevorzugen größere Weibchen, was wahrscheinlich auf die positive Korrelation zwischen der Größe eines Weibchens und der Anzahl der Eier zurückzuführen ist. Im Wiener Tierpark Schönbrunn sind aus einem Gelege nach siebeneinhalb Monaten die Jungtiere geschlüpft. Diese sind bereits halb so groß wie die Eltern.

## Lebensweise und Ernährung
Broadleys Plattechsen finden sich oft zu mehreren auf den Felsen und an den Granitwänden des Augrabies Falls National Parks. Sie ernähren sich omnivor von Insekten und Früchten, vor allem von Kriebelmücken (Black Flies) und den Früchten der Namaqua-Feige (Ficus cordata). Im Sommer vollführen sie akrobatische Sprünge, um die Kriebelmücken im Flug zu fangen, die sich in der Nähe der Wasserläufe in großen Schwärmen sammeln. Wenn die Früchte der Namaqua-Feige reif sind, werden sie von den Bewegungen der ebenfalls dort fressenden Vögel angelockt.
Ein wichtiger Fressfeind der Echsen ist der Felsenfalke. Die auffällige Färbung der Männchen trägt zwar dazu bei, Weibchen anzulocken, macht die Männchen aber auch für Raubtiere wie Falken leichter erkennbar. Die dezenter gefärbten Weibchen werden seltener gefressen.
Die Kehle der Männchen reflektiert auch UV-Licht, was eine wichtige Rolle in der innerspezifischen Kommunikation zwischen den Männchen spielt. P. broadleyi hat eine viel höhere visuelle Empfindlichkeit gegenüber UV-Licht als andere Eidechsenarten. Die Netzhaut enthält mehr als dreimal so viele UV-Fotorezeptoren wie die anderer Eidechsen. Dies ermöglicht den Männchen, zwischen Artgenossen unterschiedlicher Fitness zu unterscheiden. Untersuchungen haben gezeigt, dass die Männchen umso dominanter sind, je niedriger die UV-Werte an ihrer Kehle sind, und dass dadurch weniger Gefahr laufen, angegriffen zu werden. Die körperliche Stärke ist mit alternativen Fortpflanzungstaktiken verbunden. Während Männchen mit höherer UV-Intensität und einer schlechteren körperlichen Verfassung Territorien besetzen, sind die stärkeren Männchen unabhängig auf Weibchen-Suche.

## Status
Die Art wird von der IUCN als nicht gefährdet (least concern) eingestuft. Sie hat zwar ein kleines Areal von nur knapp 300 km² und der um sich greifende Weinanbau könnte zu weiteren Einschränkungen führen, da aber der Augrabies Falls National Park zum Verbreitungsgebiet gehört und die Bestandsdichte zum Teil sehr hoch ist, ist eine Gefährdung zurzeit nicht gegeben.